# Tåtelhavre
Tåtelhavre (Ventenata dubia) är en gräsart som först beskrevs av Johann Georg Daniel Leers, och fick sitt nu gällande namn av Ernest Saint-Charles Cosson och Michel Charles Durieu de Maisonneuve. Enligt Catalogue of Life ingår Tåtelhavre i släktet Ventenata och familjen gräs, men enligt Dyntaxa är tillhörigheten istället släktet Ventenata och familjen gräs. Arten har ej påträffats i Sverige. Inga underarter finns listade i Catalogue of Life.

## Bildgalleri

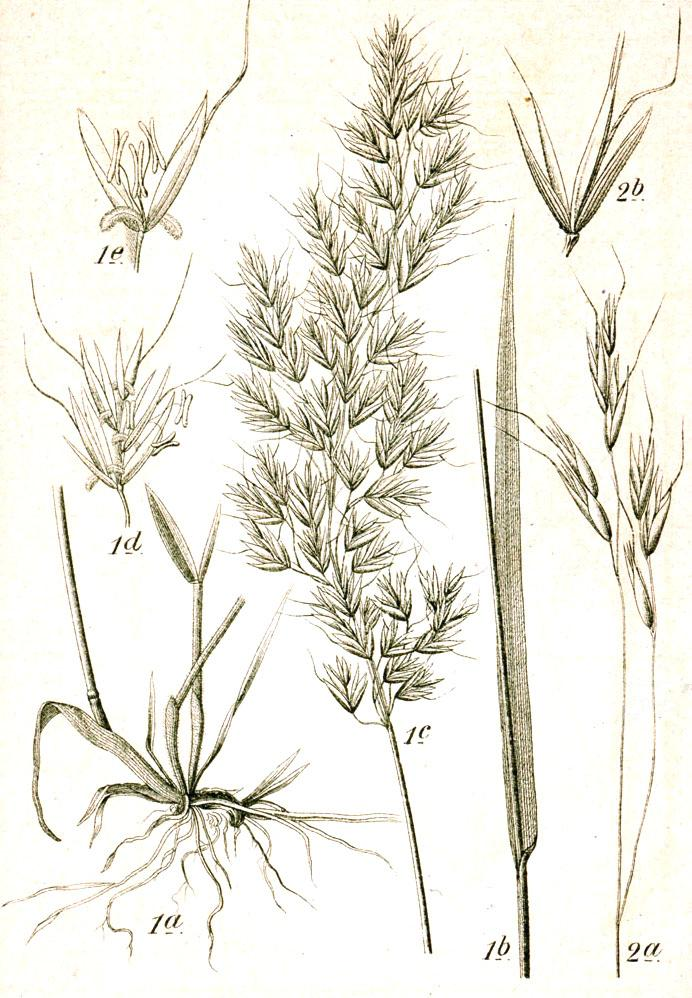
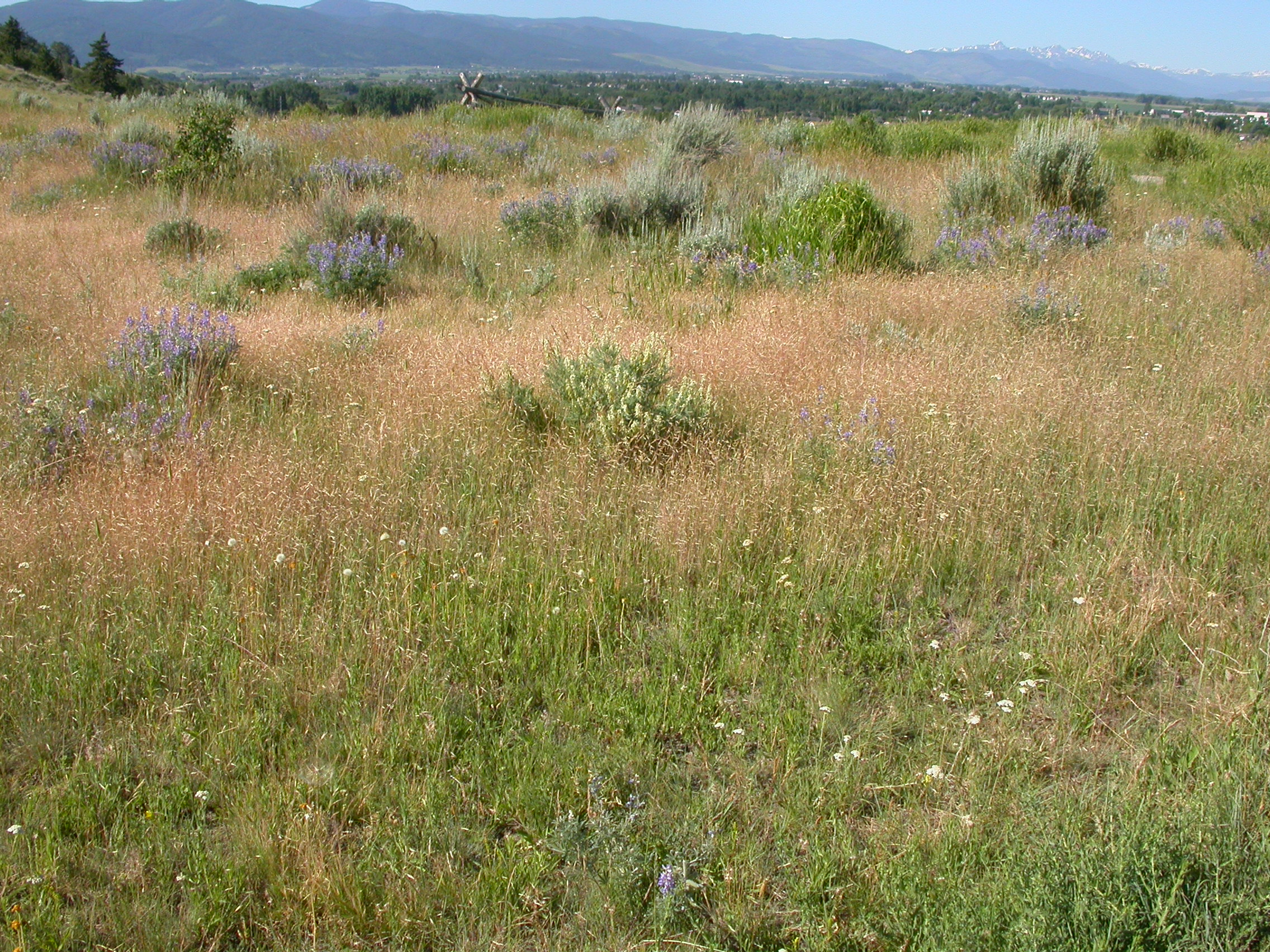
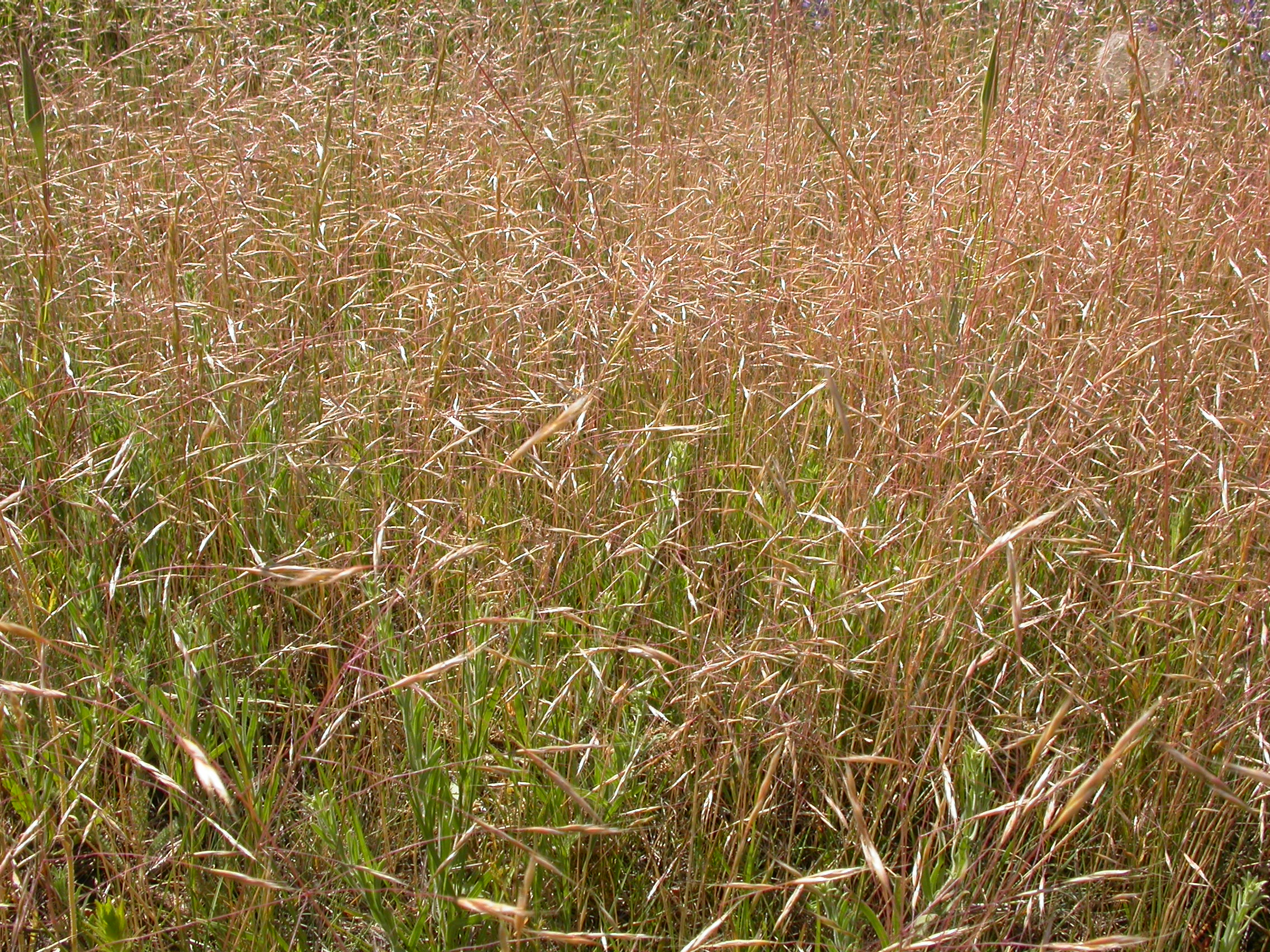
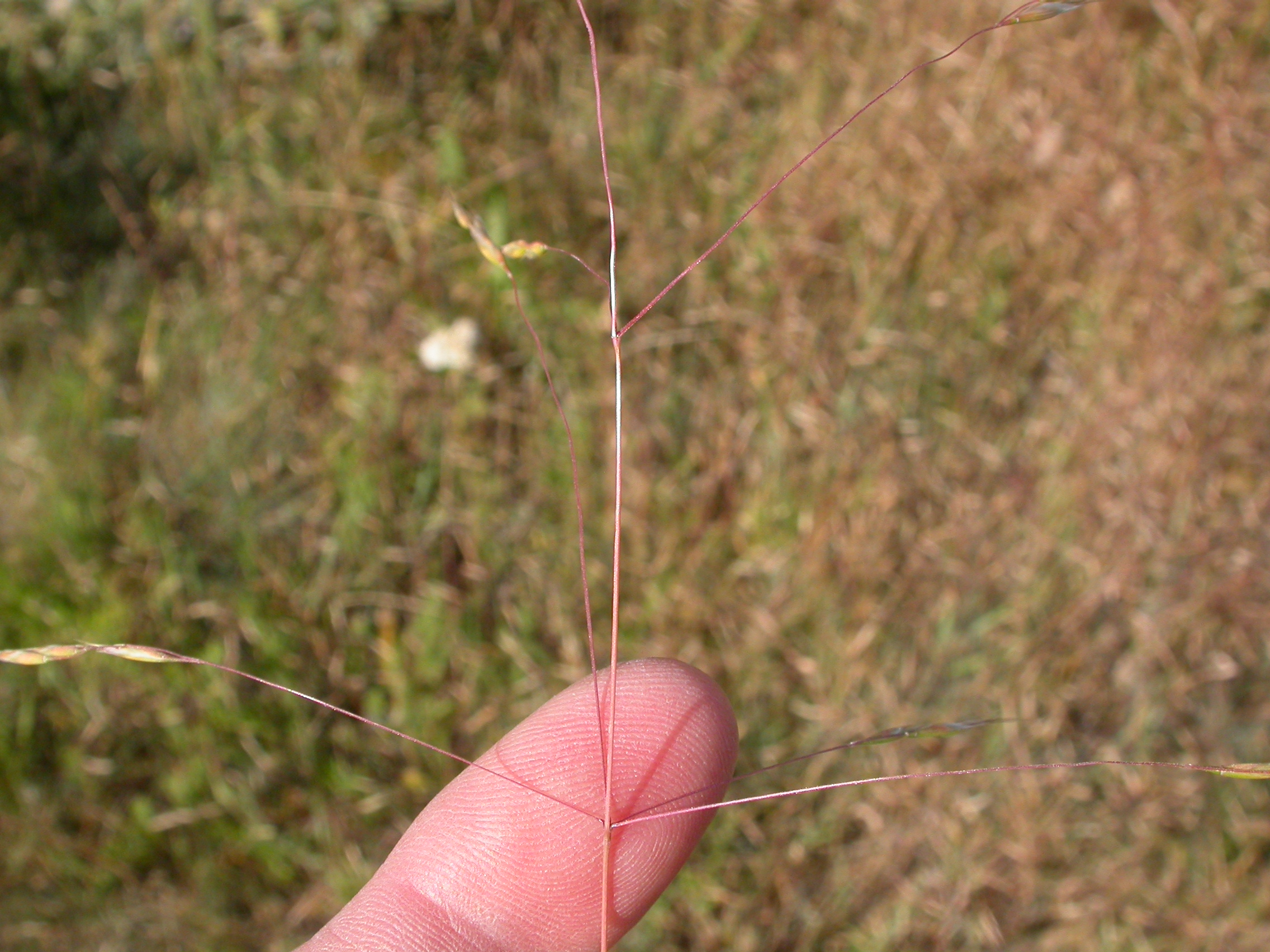